# Динамо (футбольный клуб, Свердловск)
«Дина́мо» — футбольный клуб из города Свердловска (ныне — Екатеринбург), прекративший своё существование. Домашние игры проводил на стадионе «Динамо». Лучшее достижение — 5 место во Второй группе СССР по футболу в 1948 году.

## История
Клуб был образован при местом спортивном обществе «Динамо». В 1936 году клуб принял участие в розыгрыше Кубка СССР. Дебют команды в чемпионатах СССР датируется 1937 годом, когда «Динамо» удачно выступило в Группе «Д», заняв по итогам сезона первое место.
После Великой Отечественной войны в 1946 году клуб занял первое место в уральской зоне Третьей группы СССР, а также победил в финале группы и занял третье место во втором финале.
Со следующего года свердловское «Динамо» стало участником Второй группы СССР. В 1947 году команда заняла 7 место, в 1948 — 5-е, а в 1949 — 8-е. После этого клуб больше не участвовал в турнирах на уровне страны.

## Результаты выступлений

### Чемпионат СССР
| Сезон | Турнир                                    | Место | И  | В  | Н | П  | М     | О  |
| ----- | ----------------------------------------- | ----- | -- | -- | - | -- | ----- | -- |
| 1937  | Группа «Д». Города Востока                | 1     | 6  | 4  | 1 | 1  | 38-8  | 15 |
| 1946  | Третья группа СССР, РСФСР, Уральская зона | 1     | 10 | 9  | 1 | 0  | 44-9  | 19 |
| 1946  | Третья группа СССР, РСФСР, Финал          | 1     | 2  | 1  | 1 | 0  | 4-2   | 3  |
| 1946  | Третья группа СССР, Финал 2               | 3     | 4  | 1  | 3 | 0  | 8-7   | 5  |
| 1947  | Вторая группа СССР, 2 зона РСФСР          | 7     | 18 | 6  | 3 | 9  | 27-35 | 15 |
| 1948  | Вторая группа СССР, 2 зона РСФСР          | 5     | 24 | 11 | 5 | 8  | 51-44 | 27 |
| 1949  | Вторая группа СССР, 2 зона РСФСР          | 8     | 26 | 9  | 7 | 10 | 40-43 | 25 |

### Кубок СССР
| Сезон | Стадия | Соперник                  | И | В | Н | П | М    |
| ----- | ------ | ------------------------- | - | - | - | - | ---- |
| 1936  | 1/16   | «Динамо» (Ростов-на-Дону) | 3 | 2 | 0 | 1 | 11-7 |
| 1938  | 1/32   | «Динамо» (Казань)         | 4 | 3 | 0 | 1 | 20-4 |
| 1947  | 1/16   | «Динамо» (Челябинск)      | 4 | 3 | 0 | 1 | 11-3 |
| 1949  | 1/512  | «Цветмет» (Красноуральск) | 1 | 0 | 0 | 1 | 2-3  |

## Наивысшие достижения
- В чемпионатах СССР: 5 место во Второй группе СССР (1948).
- В Кубке СССР: 1/16 финала (1936, 1947).

## Известные игроки
- Георгий Богданов (две игры в группе «А» за московское «Динамо»)
- Владимир Брюханов (две игры в классе «А» за «Шахтёр» Сталино
- Александр Морозов (заслуженный тренер РСФСР)
- Михаил Сушков (заслуженный мастер спорта СССР, многократный чемпион Москвы по футболу)

## Главные тренеры
- Михаил Сушков (1935—1936)
- Георгий Фирсов (1937)
- Георгий Фирсов (1946—1949)
- Пётр Петров (1951—1952)
- Василий Карцев (1957—1958)